# سیارک ۲۱۶۳۱
سیارک ۲۱۶۳۱ (به انگلیسی: 21631 Stephenhonan، نامگذاری:1999NU10) بیست و یک هزار و ششصد و سی و یکمین سیارک کشف شده‌است که در ۱۳ ژوئیه ۱۹۹۹ کشف شد.
قدر مطلق سیارک برابر ۱۲.۹ است.